# Saint-Martin-du-Clocher
Saint-Martin-du-Clocher ist eine französische Gemeinde mit 124 Einwohnern (Stand: 1. Januar 2022) im Département Charente in der Region Nouvelle-Aquitaine (vor 2016 Poitou-Charentes); sie gehört zum Arrondissement Confolens und zum Kanton Charente-Nord. Die Einwohner werden Martiniens genannt.

## Geographie
Saint-Martin-du-Clocher liegt etwa 40 Kilometer nördlich von Angoulême und wird umgeben von den Nachbargemeinden Londigny im Norden, Sauzé-entre-Bois im Nordosten, Les Adjots im Nordosten und Osten, Bernac im Osten und Süden, La Chèvrerie im Süden, Villiers-le-Roux im Südwesten sowie Montjean im Westen und Nordwesten.

## Bevölkerungsentwicklung
| Jahr                       | 1962 | 1968 | 1975 | 1982 | 1990 | 1999 | 2006 | 2019 |
| Einwohner                  | 207  | 188  | 136  | 137  | 131  | 139  | 134  | 124  |
| Quellen: Cassini und INSEE |      |      |      |      |      |      |      |      |

## Sehenswürdigkeiten
- Kirche Saint-Martin aus dem 12. Jahrhundert, seit 1944 Monument historique

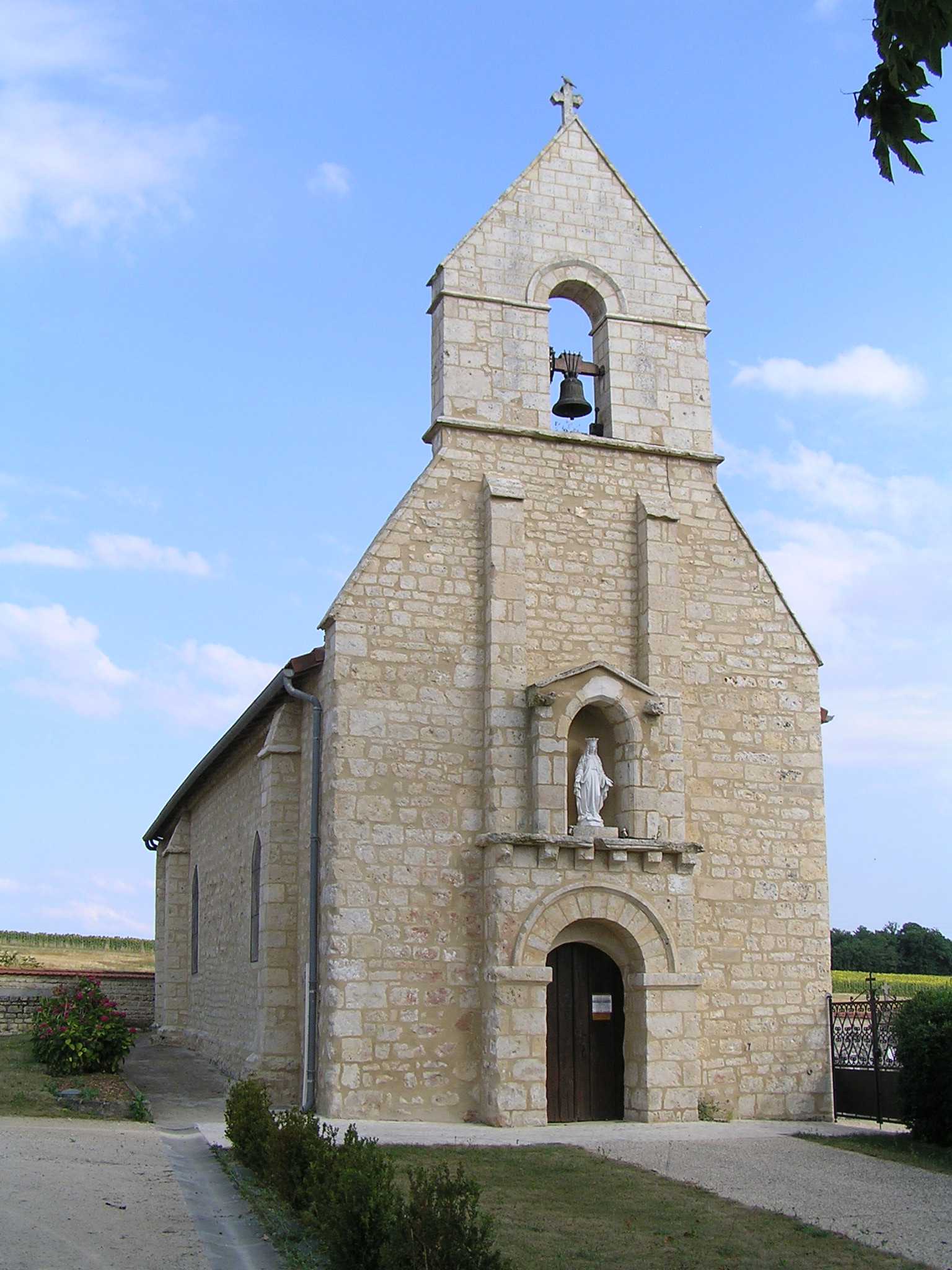
Kirche Saint-Martin